# Nekropole von Realmese

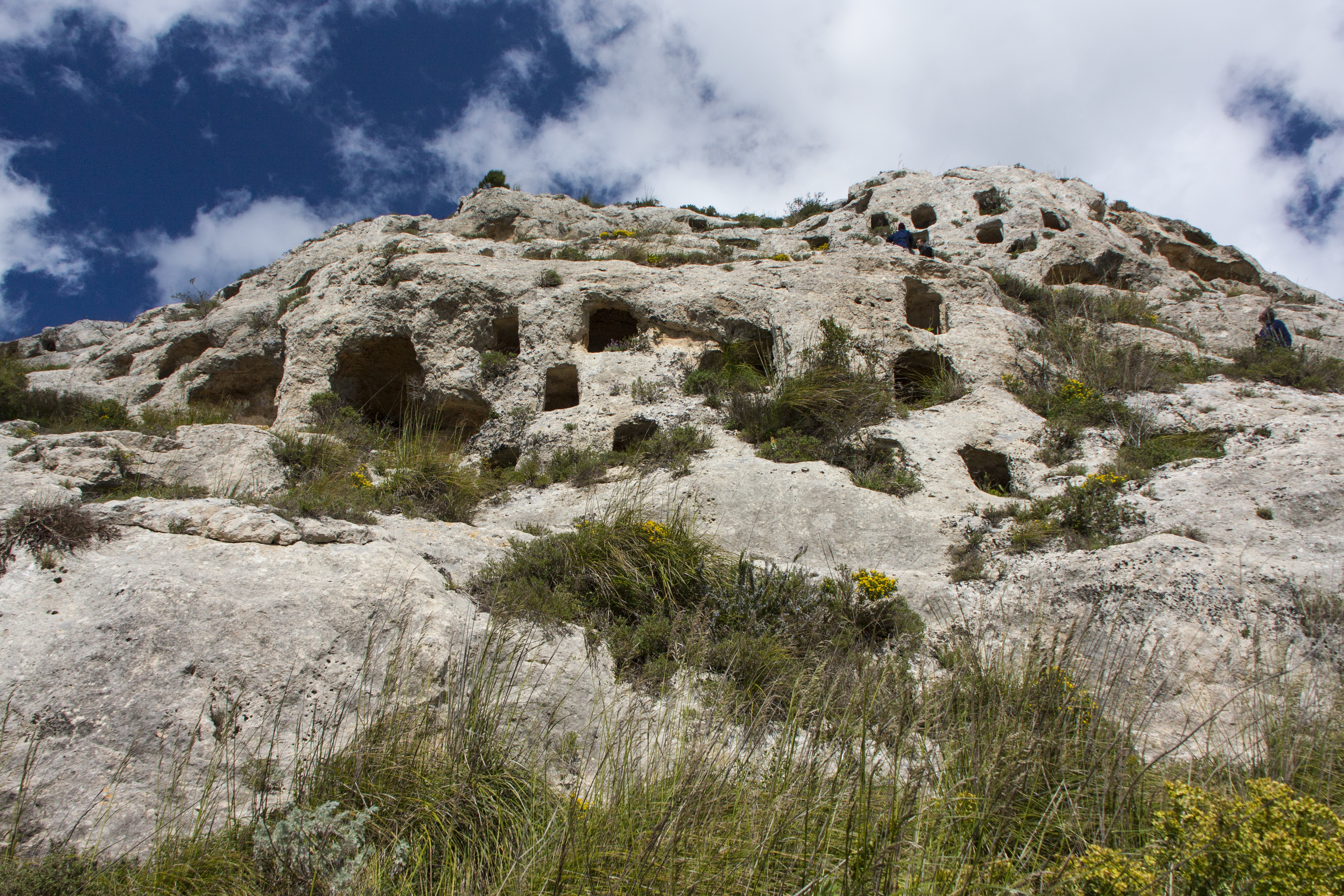
Nekropole von Realmese

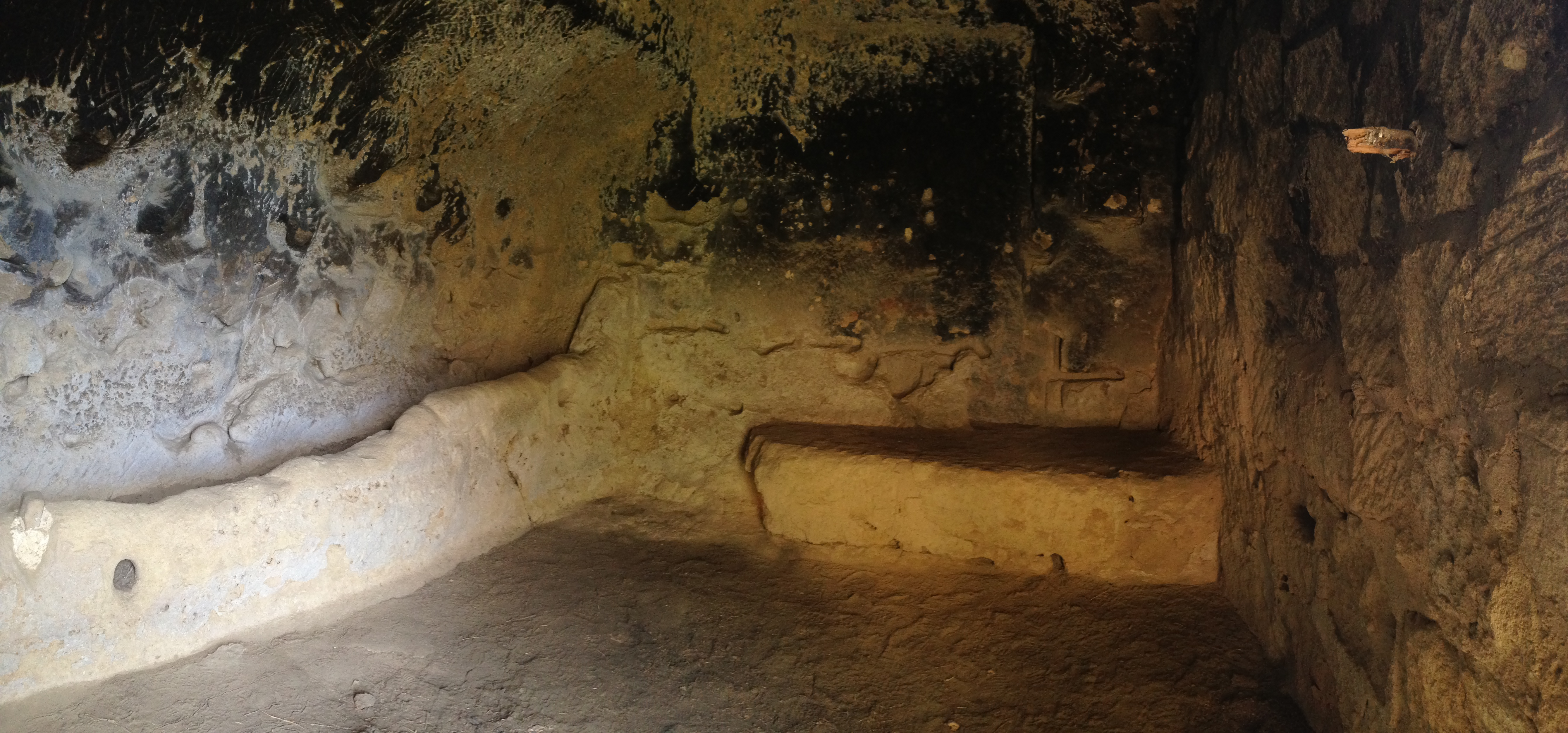
Grab mit Bankaltar in der Nekropole von Realmese

Die Nekropole von Realmese ist eine eisenzeitliche Felsgräber die aus 288 Felsgräbern besteht. Sie liegt auf einem Felsen etwa 3,0 km nordwestlich von Calascibetta im Freien Gemeindekonsortium Enna im Zentrum von Sizilien.
Es lassen sich zwei Nutzungszeiten unterscheiden: die erste von der Mitte des 9. bis zur ersten Hälfte des 7. Jahrhunderts v. Chr., eine zweite von der Mitte des 7. bis zum zweiten Viertel des 6. Jahrhunderts v. Chr. Die Nekropole entspricht im Stil der von Pantalica und zählt zu den bedeutenden ihrer Art auf der Insel.
Eine erste Ausgrabung wurde 1949–1950 von dem Archäologen Luigi Bernabò Brea (1910–1999) durchgeführt, der einige Artefakte fand: Broschen, Keramik, Messer, Ohrringe und Ringe, die sich im Regionalmuseum Paolo Orsi in Syracus befinden. Durch die Nekropole von Realmese führt noch eine Strecke mit der alten Sandsteinplattenpflasterterung (italienisch cutu).